# Никулин, Фёдор Яковлевич
Фёдор Яковлевич Никулин (8 февраля 1927 — 7 января 2011) — передовик советского машиностроения, токарь-расточник Оренбургского машиностроительного завода Министерства общего машиностроения СССР, Герой Социалистического Труда (1971).

## Биография
Родился в 1927 году в селе Парадеево Шарлыкского района Оренбургской области в крестьянской семье. Завершил обучение в семилетней школе и в пятнадцать лет стал работать учеником токаря. С 1942 года трудился на паровозоремонтном заводе токарем, позднее — фрезеровщиком. В 1950 году завершил обучение в Чкаловском техникуме механизации сельского хозяйства. С 1950 по 1952 годы работал старшим товароведом Чкаловского межрайонного отделения «Глававтотракстрой».
В 1952 году пришёл работать на авиационный завод № 47, сначала технологом, а затем стал трудиться токарем-расточником. С октября 1961 года Оренбургский машиностроительный завод.
Указом Президиума Верховного Совета СССР от 26 апреля 1971 года за достижение высоких показателей в производстве и успехи в промышленности Фёдору Яковлевичу Никулину было присвоено звание Героя Социалистического Труда с вручением ордена Ленина и медали «Серп и Молот».
Трудился на заводе до выхода на заслуженный отдых в 1986 году.
Проживал в городе Оренбурге.
Скончался 7 января 2011 года. Похоронен на кладбищенском комплексе «Степной-2».

## Награды
За трудовые успехи был удостоен:
- золотая звезда «Серп и Молот» (26.04.1971)
- два ордена Ленина (26.07.1966, 26.04.1971)
- Медаль «За трудовую доблесть» (12.07.1957)
- другие медали.